# Zoom fatigue

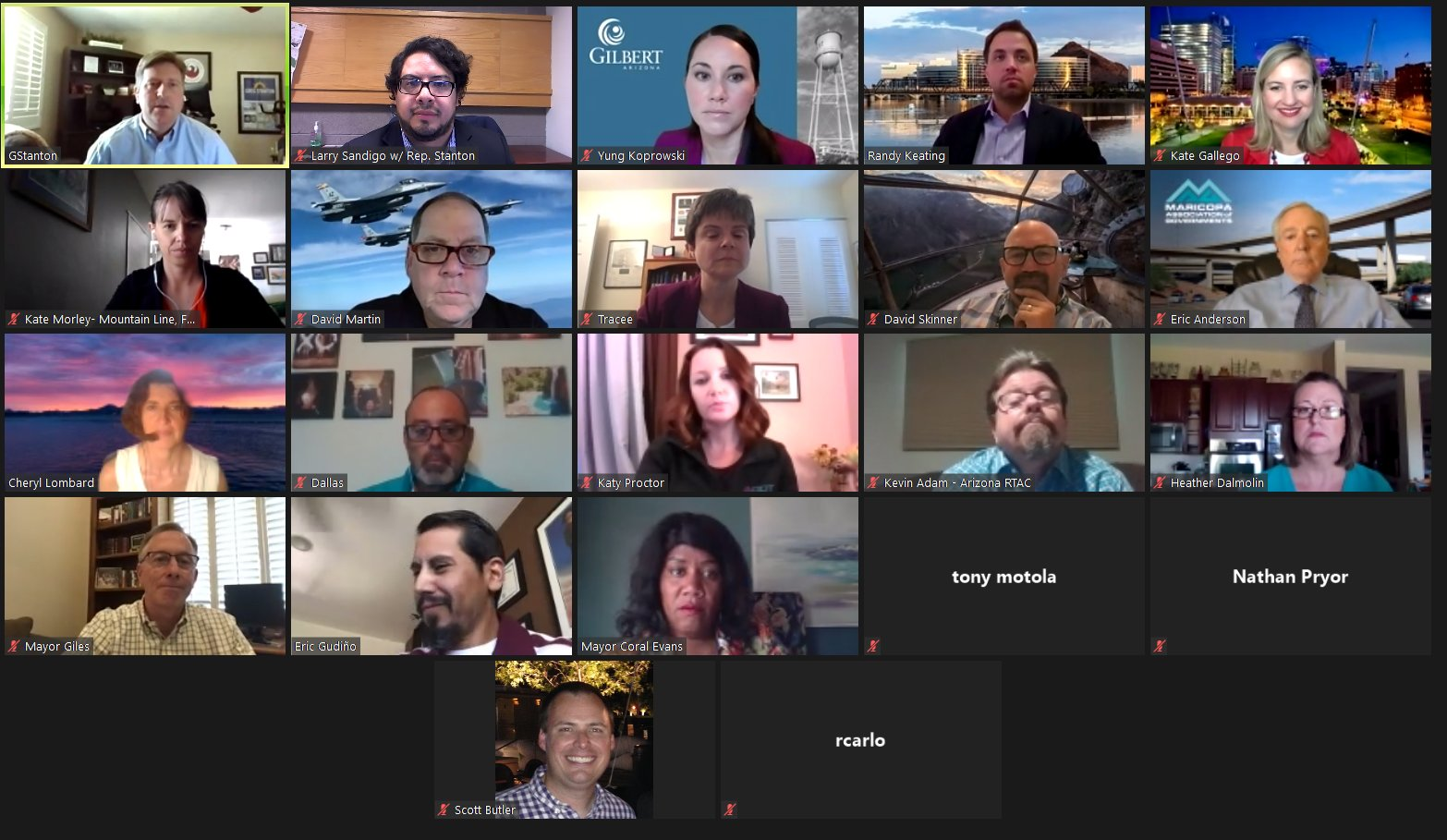
Lors d’une visioconférence avec beaucoup de participants, la multitude de visages affichés sur l’écran renforce la sensation d’être scruté en permanence, pouvant donner lieu à une anxiété d’être le plus performant possible sur toute la durée de l’appel.

Pour les articles homonymes, voir Zoom (homonymie).
La zoom fatigue — calque direct de l'anglais Zoom fatigue — est la fatigue, l'anxiété ou le burnout associés à la surutilisation des plates-formes virtuelles de communication, en particulier la visioconférence. Le terme a été popularisé pendant la pandémie COVID-19, au cours de laquelle l'utilisation de logiciels de vidéoconférence permettant aux gens de parler et de communiquer avec d'autres pendant qu'ils restaient à la maison a augmenté.

## Causes
Le phénomène a été attribué à une surcharge de signaux non verbaux et de communication qui ne se produit pas dans une conversation normale, et à l'augmentation de la taille moyenne des groupes dans les appels vidéo.
Gianpiero Petriglieri, professeur agrégé à l'INSEAD, suggère que la zoom fatigue résulte du fait que les gens doivent prêter plus d'attention aux signaux non verbaux tels que la hauteur et le ton de la voix, les expressions faciales et le langage corporel, un processus qui oblige l'esprit à travailler beaucoup plus que dans un face à face. De plus, la latence supplémentaire ressentie lors du relais des appels vidéo crée également une impression négative des autres, tandis que les gens deviennent anxieux chaque fois qu'il y a un silence. Marissa Shuffler, professeure agrégée à l'université Clemson, soutient que les gens ont une plus grande conscience d'être regardés lorsqu'ils sont filmés par une caméra et peuvent ressentir une plus grande conscience de soi en voyant leur image : « Lorsque vous êtes en visioconférence, vous savez que tout le monde vous regarde ; vous êtes sur scène, il y a donc une pression sociale et le sentiment que vous avez besoin de jouer. Être performant est angoissant et plus stressant ».
Selon le psychologue américain Jeremy Bailenson, directeur en 2021 du Virtual Human Interaction Lab (en) à l'université Stanford, la zoom fatigue est causée par au moins quatre facteurs :
1. « Un excès de contact visuel rapproché est très exigeant. »[trad 1],[6]
Suggestions pour réduire cette fatigue : réduire l'interface vidéo à sa taille minimale (dans le but de réduire la surfaces des visages) et utiliser un clavier distinct de l'appareil (dans le but de créer une zone tampon entre soi et les autres)[6].
2. « Se voir constamment en temps réel pendant les échanges vidéo est fatigant. »[trad 2],[6]
Suggestion pour réduire cette fatigue : Les utilisateurs devraient désactiver le « miroir » de la plateforme et seulement afficher à leur intention une photo agréable d'eux-mêmes[6].
3. « Les échanges vidéo réduisent considérablement notre mobilité habituelle. »[trad 3],[6]
Suggestion pour réduire cette fatigue : Les utilisateurs devraient plutôt recourir à une caméra distincte de leur appareil, ce qui leur permettrait de se déplacer physiquement sans perdre le contact visuel avec les autres. De plus, à l'occasion, ils devraient couper complètement la diffusion de leur image, permettant ainsi de faire une pause mentale[6].
4. « La charge cognitive est beaucoup plus élevée dans les échanges vidéo. »[trad 4],[6]
Suggestion pour réduire cette fatigue : Pendant de longues rencontres, les utilisateurs devraient de temps à autre se mettre en mode audio seulement. Ainsi, ils pourraient faire des mouvements sans signification sociale, leur permettant de soulager leurs tensions et sans stimuler inutilement ses interlocuteurs[6].

### Citations originales
1. ↑  (en) « Excessive amounts of close-up eye contact is highly intense. »
2. ↑  (en) « Seeing yourself during video chats constantly in real-time is fatiguing. »
3. ↑  (en) « Video chats dramatically reduce our usual mobility. »
4. ↑  (en) « The cognitive load is much higher in video chats. »